# 衡南县
衡南县隶属于湖南省衡阳市。位于湖南省中部，衡阳市南部。因地处南岳衡山之南而得名。北部与衡阳市辖区、衡阳县、衡山县衡东县接壤，东部和安仁县接邻，南部和常宁市、耒阳市交界，西部和祁东县相连。区域总面积为2619平方公里，耕地面积为98万亩，常住总人口约112万人。縣人民政府駐雲集街道黃金路。

## 变革
西汉高祖五年（前202年）始建酃县。至清朝乾隆二十一年（1756年）析衡阳县东南境置清泉县，立郡设州，析县置府，分区建市，几易其名。
衡南县始建于1952年4月，根据政务院决定，析衡阳县东南境一、二、四、九区置衡南县。2000年，衡南县辖21个镇、3个乡。2001年4月4日，将衡南县的雨母山乡划归衡阳市蒸湘区管辖。2004年1月19日，民政部批准同意衡南县人民政府驻地由衡阳市石鼓区中山北路迁至衡南县云集镇。

## 行政区划
衡南县下辖3个街道办事处、19个镇、1个乡：
云集街道、车江街道、向阳桥街道、茶市镇、冠市镇、江口镇、宝盖镇、花桥镇、铁丝塘镇、泉溪镇、洪山镇、三塘镇、谭子山镇、鸡笼镇、泉湖镇、柞市镇、茅市镇、硫市镇、栗江镇、近尾洲镇、咸塘镇、松江镇、相市乡和衡州监狱。
2000年，衡南县辖21个镇、3个乡。
2001年4月4日，将衡南县的雨母山乡划归衡阳市蒸湘区管辖。
2016年乡镇改革，全县辖22个乡镇、1个办事处、3个片区服务中心。

## 政治

### 现任领导
| 机构     | 衡南县人民政府 县长 | · 中国共产党 · 衡南县委员会 · 书记 | 衡南县人民代表大会 常务委员会 主任 | · 中国人民政治协商会议 · 衡南县委员会 · 主席 |
| -------- | ------------------- | ---------------------------------- | ---------------------------------- | -------------------------------------------- |
| 姓名     | 许达                | 许达                               | 黄日荣                             | 秦正云                                       |
| 民族     | 汉族                | 汉族                               | 汉族                               | 汉族                                         |
| 出生地   | 湖南省永州市        | 湖南省永州市                       | 湖南省衡南县                       | 湖南省常宁市                                 |
| 出生日期 | 1975年1月（50歲）   | 1975年1月（50歲）                  | 1967年7月（57歲）                  | 1967年1月（58歲）                            |
| 就任日期 | 2021年10月          | 2024年6月4日                       | 2021年10月                         | 2021年10月                                   |

## 经济
2018年，实现地区生产总值330.37亿元。人均GDP达3574元。完成一般公共预算收入18.04亿元。房地产开发投资13亿元，完成社会消费品零售总额112.49亿元。全年接待游客301.6万人次。实现旅游总收入28.8亿元。

## 人口
根据湖南省衡阳市第七次全国人口普查公报显示：衡南县常住人口为796327人，男性人口占比52.17%，女性人口占比47.83%，年龄结构中0-14岁占比21.14%，15-59岁占比57.38%，60岁以上占比21.47%，65岁以上占比15.65%。
截止2018全县总人口111.86万人。常住人口为92.7万人，其中城镇人口37.48万人，城镇化率为40.4%。人口出生率为10.73‰，死亡率为4.08‰，自然增长率为6.65‰，出生男女性别比为112.39。 

## 文化
2018年底全县共有非物质文化遗产项目资源74个，文化馆1个，非遗展示中心1个，公共图书馆1个，乡镇文化站27个，示范性乡镇综合文化站13个，示范性社区（村）文体中心53个，绿色上网场所26个，农家书屋379个。 
幼儿园151所，义务执教学校195所，其中小学145所,初中34所，九年一贯制学校16所，高中8所，完全中学1所，小学教学点66个，职业中学2所。

## 交通
- ：沪昆铁路、吉衡铁路、京广铁路、京广高铁、湘桂铁路、怀邵衡铁路、湘桂铁路。衡南站
- ：南岳机场
- 高速： 京港澳高速、 泉南高速、 益娄衡高速公路、 衡邵高速公路
- 公路： 107国道 322国道， 214省道 315省道 316省道[2]